# Sathrochthonius kaltenbachi
Espèce
Sathrochthonius kaltenbachi est une espèce de pseudoscorpions de la famille des Chthoniidae.

## Distribution
Cette espèce est endémique de Nouvelle-Calédonie.

## Étymologie
Cette espèce est nommée en l'honneur d'Alfred Kaltenbach.

## Publication originale
- Beier, 1966 : Ergebnisse der osterreichischen Neukaledonien-Expedition 1965. Pseudoscorpionidea. Annalen des Naturhistorischen Museums in Wien, vol. 69, no , p. 363-371.